# Slivnitsa (obchtina)
Pour les articles homonymes, voir Slivnitsa.
L'Obchtina Slivnitsa (bulgare : Община Сливница) est une commune dans l'ouest de la Bulgarie.

## Géographie physique
La commune de Slivnitsa est située dans l'ouest de la Bulgarie, à 30 km au nord-ouest de la capitale Sofia.
Elle est localisée à l'extrémité nord-ouest du Bassin de Sofia, qui est vallonnée. À l'époque pliocène de l'ère néozoïque, il y a environ 5,3 à 2,6 millions d'années, le bassin était un lac d'eau douce, qui s'est rempli progressivement de dépôts d'argiles, de sables, de graviers et de marnes transportés depuis les montagnes environnantes. Des terrasses bien formées sont apparues au cours de la période quaternaire de l’ère nézozoïque, il y a environ 1 million d’années.
Au sud, elle s'étend sur les pentes nord de la montagne Viskyar. A son extrémité nord, elle s'étend sur les première hauteurs du Grand Balkan.

## Climat
Le climat est de type continental semi-montagneux. Les été sont chauds. Les hivers sont assez froids et marqués par des vents forts qui balayent le territoire de la commune.

## Géographie humaine
| 1926 | 1934   | 1946   | 1956   | 1965   | 1975   | 1985   | 1992   | 2001   |
| ---- | ------ | ------ | ------ | ------ | ------ | ------ | ------ | ------ |
| -    | 11 088 | 11 893 | 11 506 | 11 006 | 11 871 | 11 959 | 11 326 | 10 492 |

| 2011  | 2021  | 2022  | - | - | - | - | - | - |
| ----- | ----- | ----- | - | - | - | - | - | - |
| 9 556 | 8 924 | 8 777 | - | - | - | - | - | - |

## Histoire
Les découvertes archéologiques témoignent d'une présence humaine sur le territoire de la commune à l'Âge de la pierre et à l'Âge du cuivre (il y a 5 à 6 000 ans). Les découvertes faites près des villages de Gourgoulyat et de Galabovtsi datent de cette période.
Pendant l'Antiquité il existait déjà un hameau à l'endroit où se situe l'actuelle ville de Slivnitsa. Les tribus thraces des Trères et des Cilatères habitaient dans la région.
Celle-ci fut incluse dans le Premier Empire bulgare en 809. Le territoire de l'actuelle commune fut traversé par les Croisades en 1095-1096, 1146-1147 et en 1443.
Dans les environs de Slivnitsa et d'Aldomirovtsi eut lieu la bataille de Slivnitsa (novembre 1885), qui fut la principale bataille de la guerre serbo-bulgare de 1885-1886.

## Administration

### Structure administrative
La municipalité de Slivnitsa comprend 13 localités (1 ville et 12 villages) :
| - Aldomirovtsi - Bahalin - Bratouchkovo - Barlojnitsa - Gourgoulyat - Galabovtsi - Dragotintsi | - Izvor - Pichtané - Povaliraj - Radoulovtsi - Rakita - Slivnitsa |

Le chef-lieu de la commune de Slivnitsa est la ville de Slivnitsa.

### Maires
| Période                                  | Période  | Identité            | Étiquette                          | Qualité    |
| ---------------------------------------- | -------- | ------------------- | ---------------------------------- | ---------- |
| Les données manquantes sont à compléter. |          |                     |                                    |            |
| 1944                                     | 1945     | Guéorgui Mihaylov   |                                    |            |
| 1945                                     | 1945     | Sotir Stankov       | PCB                                |            |
| 1945                                     | 1946     | ?                   | PCB                                |            |
| 1946                                     | 1949     | Sotir Stankov       | PCB                                |            |
| 1949                                     | 1954     |                     | PCB                                |            |
| 1954                                     | 1955     | Métodi Anèv         | PCB                                |            |
| 1955                                     | 1957     | ?                   | PCB                                |            |
| 1957                                     | 1958     | Guéorgui Apostolov  | PCB                                |            |
| 1958                                     | 1963     | ?                   | PCB                                |            |
| 1963                                     | 1969     | Métodi Bogdanov     | PCB                                |            |
| 1969                                     | 1976     | Yanka Krastèva      | PCB                                |            |
| 1976                                     | 1981     | Dimitar Lozanov     | PCB                                |            |
| 1981                                     | 1984     | Kroum Radoèv        | PCB                                |            |
| 1945                                     | 195      | Nikifor Kotèv       | PCB                                |            |
| 1990                                     | 1991     | Ranguèl Kitov       | PCB                                | professeur |
| 1991                                     | 1995     | Assén Lilov         |                                    |            |
| 1995                                     | 1999     | Pétar Stoykov       | VMRO-MNB                           |            |
| 1999                                     | 2003     | Maline Todorov      | PSB                                |            |
| 2003                                     | 2007     | Latchèzar Vassilèv  | Mouvement pour un humanisme social |            |
| 2007                                     | 2011     | Guéorgui Guéorguièv | Indépendant                        |            |
| 2011                                     | En cours | Vasko Stoïlkov      | GERB                               |            |

## Galerie

Carte géographique de la commune de Slivnitsa
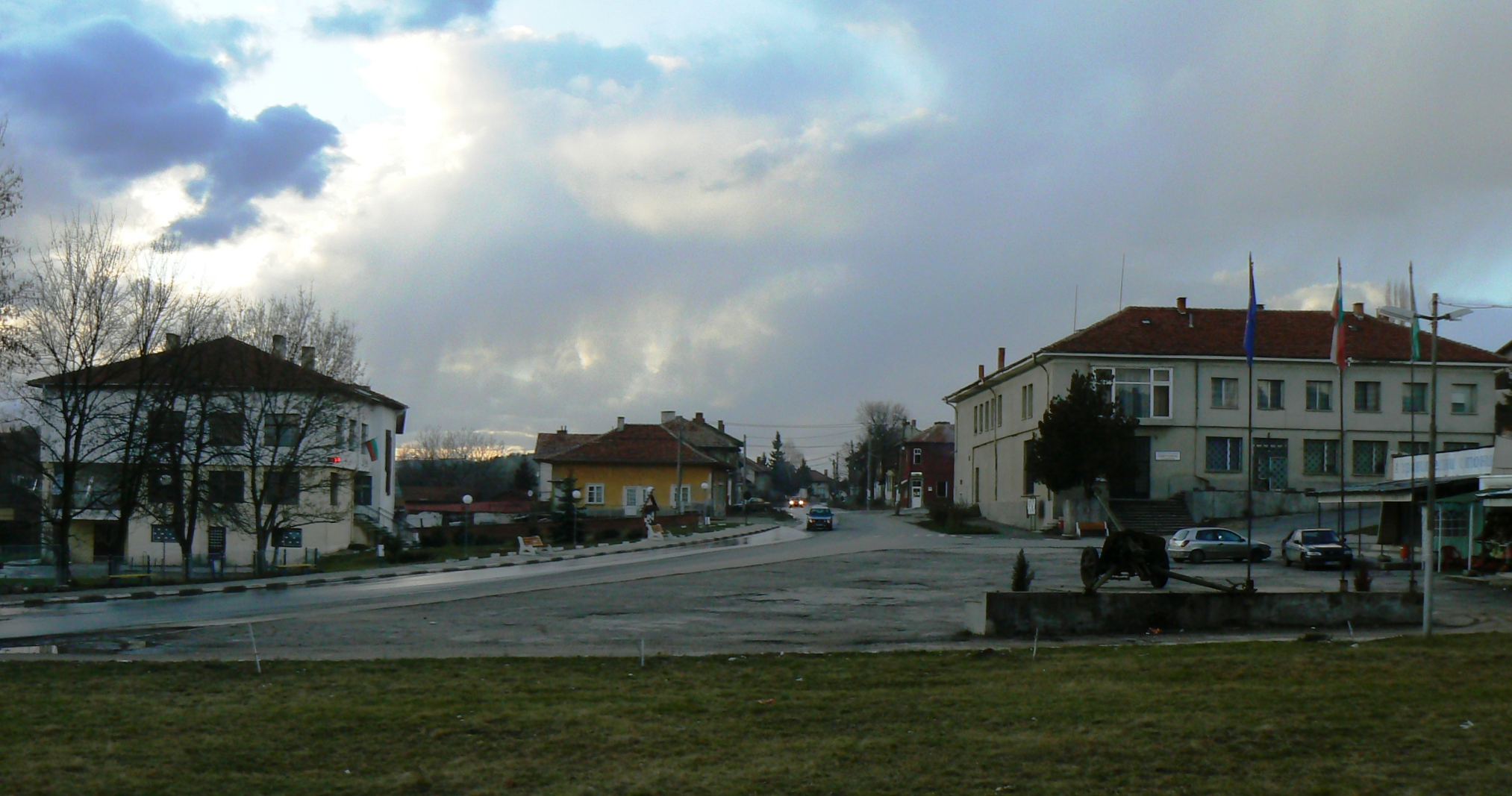
Aldomirovtsi : le centre du village
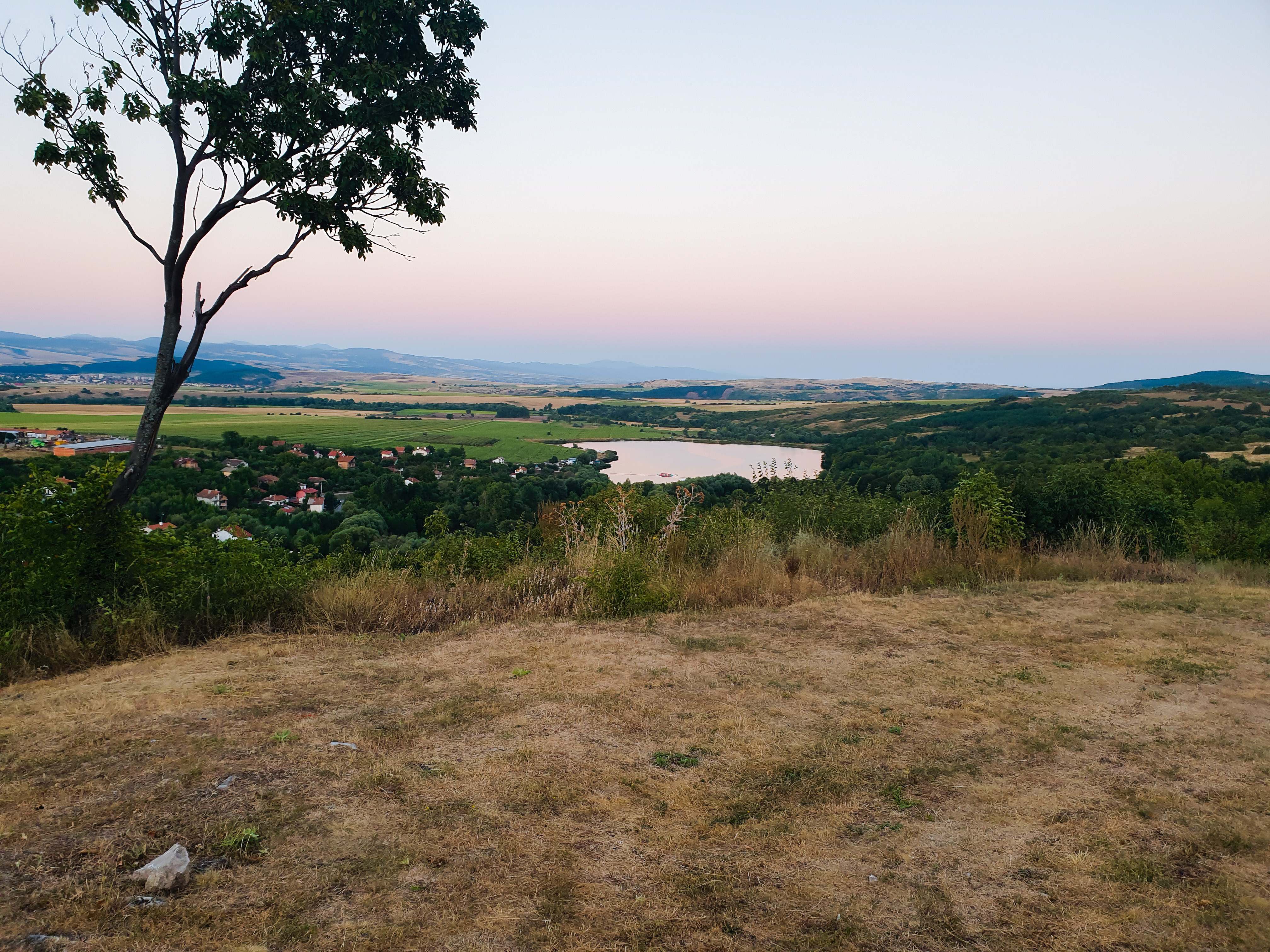
Bratouchkovo : vue panoramique
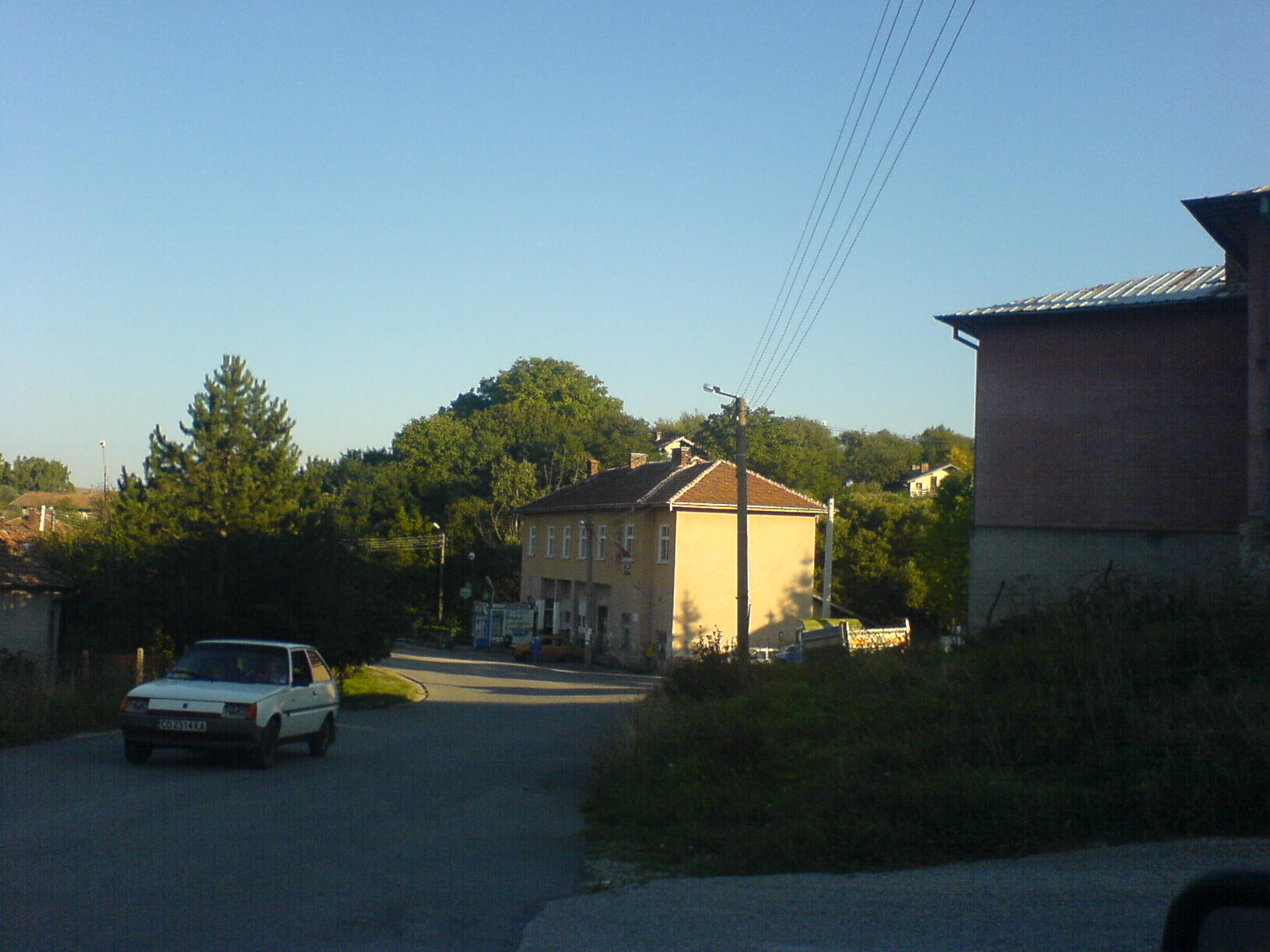
Dragotinci : la rue principale
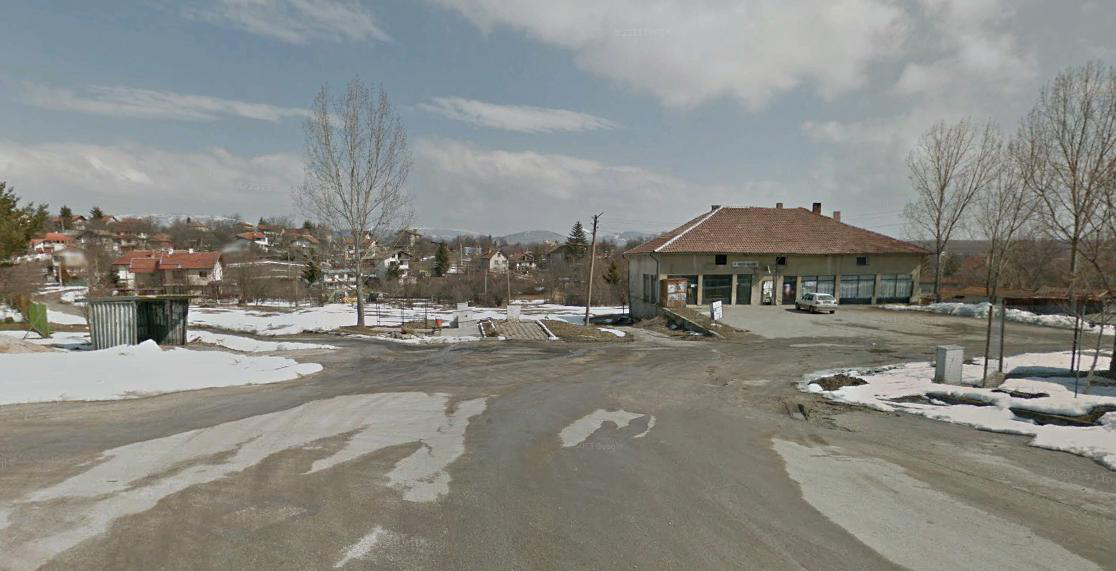
Izvor : la place centrale
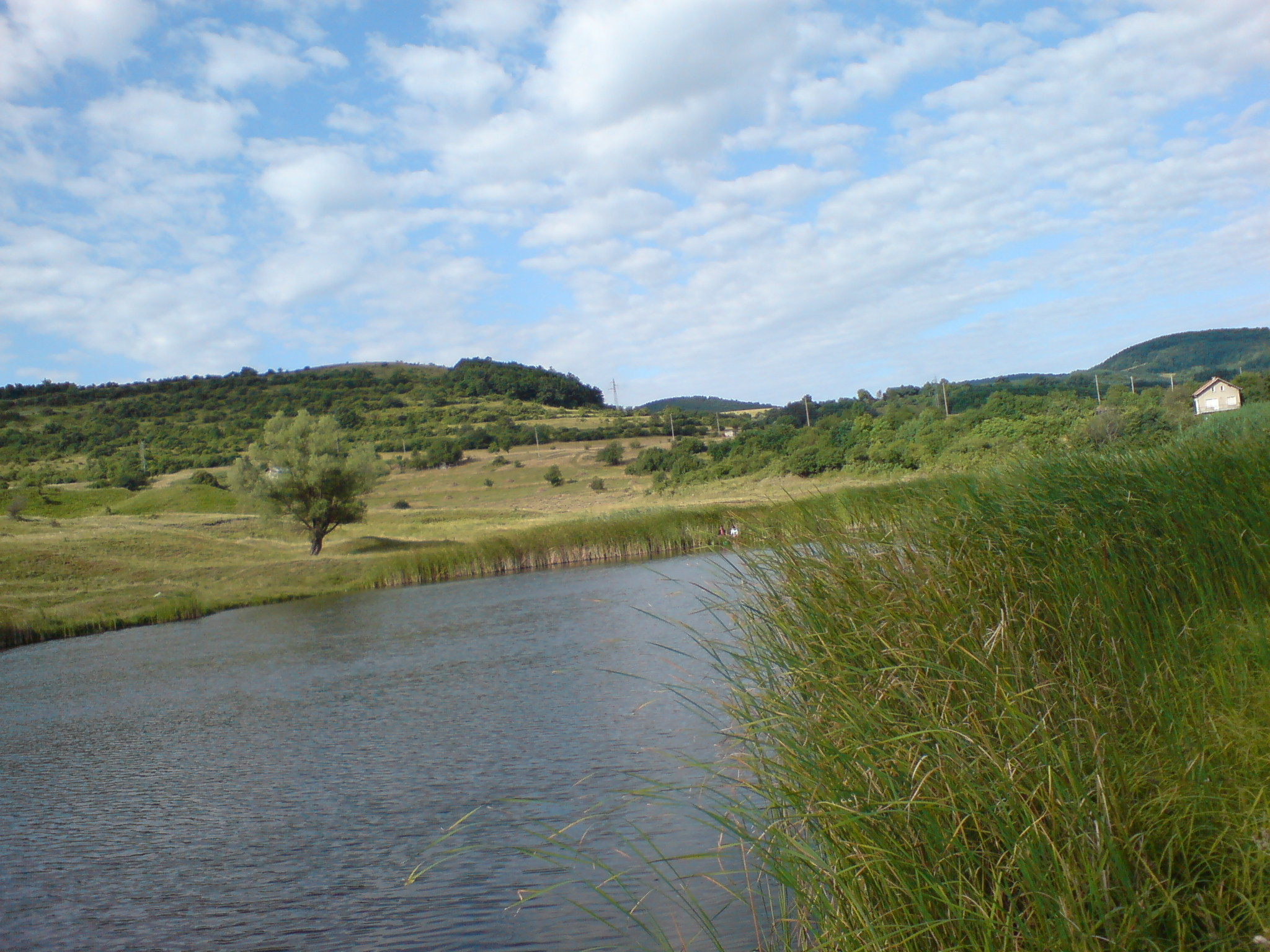
Radoulovtsi : le lac
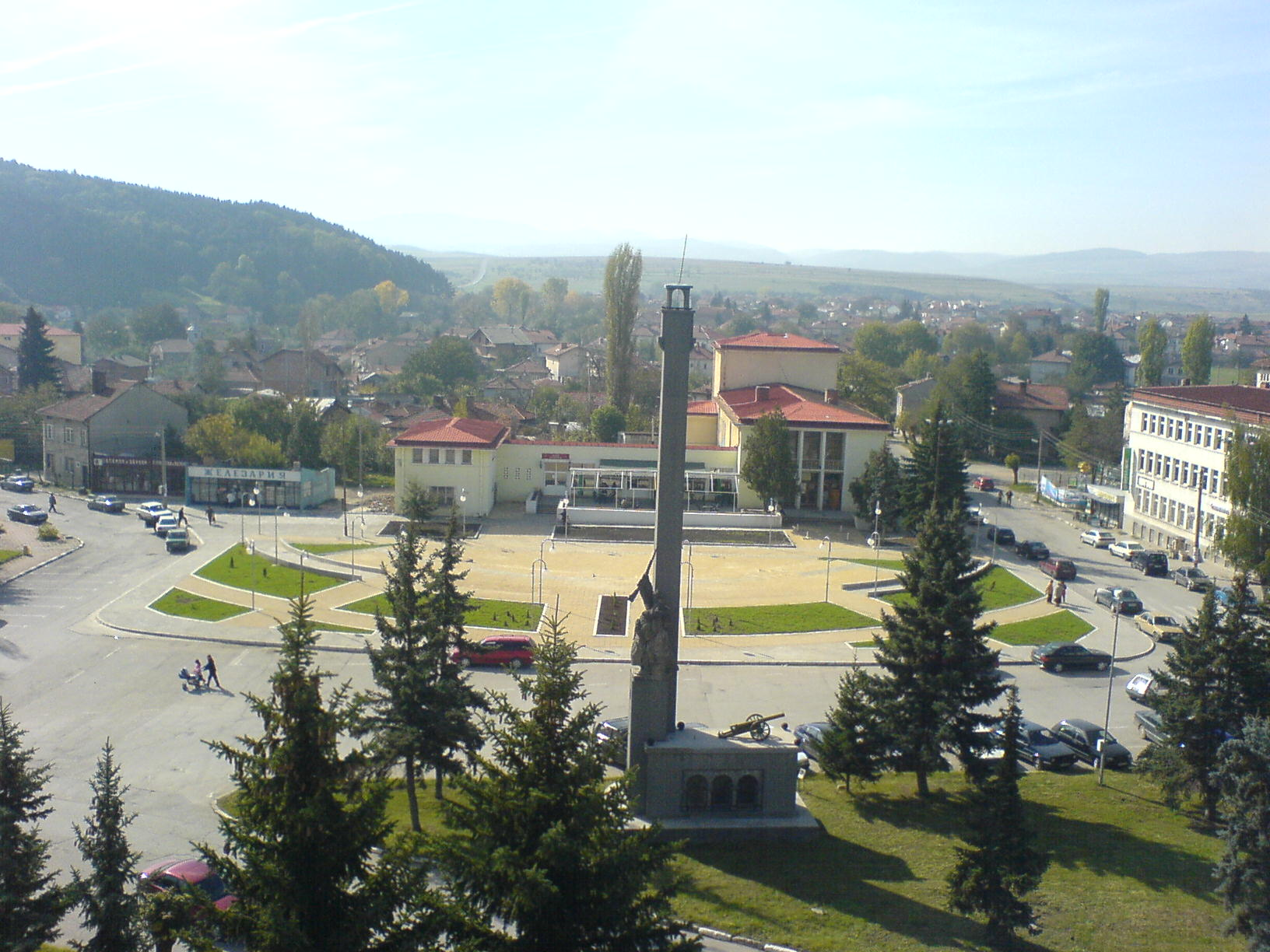
Slivnitsa : le centre-ville